# Phacidium
Phacidium är ett släkte av svampar. Phacidium ingår i familjen Phacidiaceae, ordningen disksvampar, klassen Leotiomycetes, divisionen sporsäcksvampar och riket svampar.
|           | Allantophomopsis |
|           | |
|           | Ceuthospora |
|           | |
| Phacidium | \| \| Phacidium coniferarum \| \| \| \| \| \| Phacidium dearnessii \| \| \| \| \| \| Phacidium lunatum \| \| \| \| \| \| Phacidium fennicum \| \| \| \| \| \| Phacidium falconeri \| \| \| \| \| \| Phacidium coronatum \| \| \| \| \| \| Phacidium pusillum \| \| \| \| \| \| Phacidium lacerum \| \| \| \| \| \| Phacidium vaccinii \| \| \| \| \| \| Phacidium multivalve \| \| \| \| \| \| Phacidium infestans \| \| \| \| \| \| Phacidium pini \| \| \| \| \| \| Phacidium betulinum \| \| \| \| \| \| Phacidium abietinum \| \| \| \| \| \| Phacidium carbonaceum \| \| \| \| \| \| Phacidium taxicola \| \| \| \| \| \| Phacidium eucalypti \| \| \| \| |
|           | \| \| Phacidium coniferarum \| \| \| \| \| \| Phacidium dearnessii \| \| \| \| \| \| Phacidium lunatum \| \| \| \| \| \| Phacidium fennicum \| \| \| \| \| \| Phacidium falconeri \| \| \| \| \| \| Phacidium coronatum \| \| \| \| \| \| Phacidium pusillum \| \| \| \| \| \| Phacidium lacerum \| \| \| \| \| \| Phacidium vaccinii \| \| \| \| \| \| Phacidium multivalve \| \| \| \| \| \| Phacidium infestans \| \| \| \| \| \| Phacidium pini \| \| \| \| \| \| Phacidium betulinum \| \| \| \| \| \| Phacidium abietinum \| \| \| \| \| \| Phacidium carbonaceum \| \| \| \| \| \| Phacidium taxicola \| \| \| \| \| \| Phacidium eucalypti \| \| \| \| |
|           | Coma |
|           | |
|           | Lophophacidium |
|           | |
|           | Ascocoma |
|           | |
|           | Phacidium coniferarum |
|           | |
|           | Phacidium dearnessii |
|           | |
|           | Phacidium lunatum |
|           | |
|           | Phacidium fennicum |
|           | |
|           | Phacidium falconeri |
|           | |
|           | Phacidium coronatum |
|           | |
|           | Phacidium pusillum |
|           | |
|           | Phacidium lacerum |
|           | |
|           | Phacidium vaccinii |
|           | |
|           | Phacidium multivalve |
|           | |
|           | Phacidium infestans |
|           | |
|           | Phacidium pini |
|           | |
|           | Phacidium betulinum |
|           | |
|           | Phacidium abietinum |
|           | |
|           | Phacidium carbonaceum |
|           | |
|           | Phacidium taxicola |
|           | |
|           | Phacidium eucalypti |
|           | |

|  | Phacidium coniferarum |
|  |                       |
|  | Phacidium dearnessii  |
|  |                       |
|  | Phacidium lunatum     |
|  |                       |
|  | Phacidium fennicum    |
|  |                       |
|  | Phacidium falconeri   |
|  |                       |
|  | Phacidium coronatum   |
|  |                       |
|  | Phacidium pusillum    |
|  |                       |
|  | Phacidium lacerum     |
|  |                       |
|  | Phacidium vaccinii    |
|  |                       |
|  | Phacidium multivalve  |
|  |                       |
|  | Phacidium infestans   |
|  |                       |
|  | Phacidium pini        |
|  |                       |
|  | Phacidium betulinum   |
|  |                       |
|  | Phacidium abietinum   |
|  |                       |
|  | Phacidium carbonaceum |
|  |                       |
|  | Phacidium taxicola    |
|  |                       |
|  | Phacidium eucalypti   |
|  |                       |